# Albert D'Haese
Albert Gisleen D'Haese (Geraardsbergen, 5 juni 1889 - Knokke-Heist, 20 oktober 1982), roepnaam: Bert, was een Belgisch Vlaams-nationalistisch volksvertegenwoordiger en senator, advocaat en journalist.

## Levensloop
D'Haese behoorde tot een familie waarvan heel wat leden in de politiek of de kunst naam hebben gemaakt. Hij trouwde met Paula Tinel, een nicht van de componist Edgar Tinel, en ze hadden tien kinderen.
Hij studeerde tot in 1914 Germaanse filologie aan de Katholieke Universiteit Leuven, waar hij medestichter van studentenvereniging Amicitia was. Zijn studies werden eerst onderbroken door de Eerste Wereldoorlog, en dan verder gezet aan de door de Duitsers vernederlandste Rijksuniversiteit Gent. Tegelijk sloot hij aan bij het activisme en organiseerde hij meetings voor deze Duitsgezinde groep. Het leverde hem na de oorlog een veroordeling op tot een jaar cel.
Vervolgens promoveerde hij tot doctor in de rechten voor de Centrale Examenjury en schreef hij zich in 1923 in als advocaat bij de balie van Aalst.
Hij was ondertussen opnieuw actief in Vlaams-nationalistische middens. Onmiddellijk na de oorlog was hij van 1918 tot 1919 hoofdredacteur van Ons Vaderland, het dagblad van de Frontbeweging. Hij was vooral een van de gangmakers in Aalst van de toenadering tussen wat overbleef van de daensisten en de nieuwe groep van frontisten, die zich politiek wilden affirmeren. In 1925 behoorde hij tot de stichters en werd hij voorzitter van de 'Roomsch Katholieke Vlaamsch Nationale Vereeniging', een geesteskind van Lodewijk Dosfel. In 1928 werkte hij mee aan het akkoord dat werd gesloten tussen Joris van Severen en de Frontpartij, die leidde tot de oprichting van het Algemeen Vlaamsch Nationaal Verbond. Vanaf 1935 leidde hij een perscentrale, met als doel de eenheid te bewerkstelligen tussen de periodieke persorganen die het VNV steunden. In die periode werkte hij ook geregeld mee aan het dagblad De Schelde.
In 1936 werd hij voor het VNV verkozen tot lid van de Kamer van volksvertegenwoordigers in het arrondissement Aalst, wat hij bleef tot in 1939. In 1939 werd hij voor de partij verkozen in de Belgische Senaat als rechtstreeks gekozen senator voor het arrondissement Oudenaarde-Aalst, wat hij bleef tot in 1946. Hij was in 1932 verkozen geworden tot gemeenteraadslid in Aalst en was er van 1933 tot 1938 schepen.
In het parlement bekommerde hij zich om de belangen van de landbouw en de grote gezinnen. Hij bleef tot de zogenaamde democratische vleugel van het Vlaams-nationalisme behoren en kantte zich meermaals fel tegen autoritaire stromingen.
In het begin van de Duitse bezetting schreef hij voor Het Algemeen Nieuws, maar hield ermee op toen sommige van zijn artikels niet door de censuur geraakten. Hij werd opnieuw uitsluitend advocaat en hield zich afzijdig van collaboratie. Van de zogenaamde Bormscommissie werd hem een 'schadevergoeding' toegekend voor zijn veroordeling in 1919. Hij nam het bedrag niet op maar dit bezorgde hem niettemin moeilijkheden toen hij in 1944, om die reden, een tijdje voorkwam op de 'lijst van de auditeur' (dit wil zeggen dat hij geen burgerrechten meer had, wat het einde betekende van zijn senatorschap).

## Journalist
Vanaf 1947, van alle verdenking witgewassen, werd hij voltijds journalist en werd hij een van de voornaamste politieke redacteurs van het dagblad De Standaard. In zijn bijna dagelijkse rubriek Feiten en Beschouwingen behandelde hij de heropleving van de Vlaamse Beweging, bestreed hij de uitwassen van de epuratie, steunde hij de amnestiegedachte en was hij gewonnen voor een grote christelijke volkspartij. 
Hij bleef een invloedrijk columnist tot op het einde van de jaren 50, waarna hij zich terugtrok om zich aan zijn liefhebberij, de geschiedenis, te wijden.